# Cromagem
A cromagem é um processo de galvanoplastia amplamente utilizado na indústria metalúrgica, com aplicações em uma variedade de setores, desde a fabricação de automóveis até a produção de utensílios domésticos. Segundo o artigo "Chromium Plating" publicado no Journal of the Electrochemical Society, a cromagem é um método eficaz para melhorar as propriedades mecânicas e estéticas de peças metálicas, proporcionando resistência à corrosão e uma aparência brilhante.
Além disso, o livro "Handbook of Metal Treatments and Testing" de George E. Totten e Maurice A. H. Howes destaca a importância da cromagem como uma técnica de revestimento para proteger peças metálicas contra a corrosão, especialmente em ambientes agressivos, como os encontrados na indústria marítima e química.
No entanto, a cromagem também levanta preocupações ambientais devido ao uso de substâncias químicas perigosas, como o cromo hexavalente. Conforme mencionado no relatório "Environmental Impact of Electroplating Industry" da Environmental Protection Agency (EPA), a exposição ao cromo hexavalente pode causar danos à saúde humana e ao meio ambiente, levando à implementação de regulamentações rigorosas em muitos países para controlar o uso e a emissão dessa substância.
Diante dessas preocupações, pesquisas têm sido conduzidas para desenvolver alternativas mais sustentáveis para a cromagem. Um estudo publicado na revista científica "Surface & Coatings Technology" investigou o uso de cromo trivalente como uma alternativa mais segura e ecologicamente correta para o cromo hexavalente na cromagem. Os resultados demonstraram que o cromo trivalente pode oferecer propriedades semelhantes de resistência à corrosão, enquanto reduz significativamente os riscos para a saúde e o meio ambiente.
Portanto, embora a cromagem continue sendo uma técnica valiosa na indústria, a busca por soluções mais sustentáveis e seguras é fundamental para mitigar seus impactos negativos e promover práticas industriais responsáveis.

## Cromagem eletrostática
Feita através de processos químicos junto da eletricidade, são realizadas várias etapas de banho na peça, iniciando-se pela lavagem, desengraxe, decapagem e ativação. Em seguida a peça recebe o banho de cobre e o banho de níquel(esse processo varia de acordo com a peça e o material), e por fim se realiza o banho de cromo, que serve para dar brilho à peça. O níquel faz apenas com que o material fique na cor prateada (esse processo é muito utilizado na cromação de torneiras), mas pode-se também cromar além do metal o alumínio e os plásticos.